# Pira
Pira (znanstveno ime Triticum spelta) je rastlina, ki spada med prva gojena žita. Arheologi menijo, da so jo udomačili pred več kot deset tisoč leti in je človeštvu prinesla civilizacijski napredek. Njene izredne kvalitete ponovno odkrivajo danes, ko je vse manj zdrave hrane in je postalo nujno pridelovanje hrane na okolju prijazen način. Ponovno odkrita pira je plevnata zvrst pšenice z beljakovinami, vlakninami in vitamini bogatim zrnjem. Uporabniki iz pirine moke pripravljajo posebne vrste kruha in peciva. Zrnje pire se tudi kuha, celo ali zdrobljeno za dietetično pripravljene jedi, ki naj bi jih uživali oslabeli ljudje s prebavnimi težavami in bolečinami v sklepih. Tudi pirina slama je iskan pridelek v pletarstvu, je trpežna, dovolj dolga in prožna ter se lahko uporabi za celo vrsto okrasnih izdelkov. Zelo jo cenijo kmetovalci, ki pidelujejo pridelke po biodinamični metodi.
Pira je manj zahtevna od pšenice in raste tudi v hladnejših goratih območjih (Avstrija, Nemčija).